# Werner Beumelburg
Werner Beumelburg, född 19 februari 1899, död 9 mars 1963, var en tysk författare.

## Verksamhet
Werner Beumelburg gick som 18-årig ut i första världskriget. Hans upplevelser under krigets slutskede kom att prägla hela hans författarskap. Bland hans många krigsböcker märks Donaumont (1923), Sperrfeuer um Deutschland (1930) och Die Gruppe Bosemüller (samma år). Kapitel ur Rhenlandets historia skildras i Der Strom (1925). Senare fångade Beumelburgs intresse alltmer av politiken, vilket visade sig i hans Deutschland in Ketten (1931) och Das eherne Gesetz (1934). 
I augusti 1934 publicerades ett upprop formulerat av Joseph Goebbels i NSDAP:s partiorgan Völkischer Beobachter. I korthet handlade detta om att offentligt visa Führern sin trohet. Det var undertecknat av namnkunniga författare, bildkonstnärer, konsthistoriker, arkitekter, skådespelare, musiker och tonsättare. Bland dem fanns Werner Beumelburg.
Bland hans senare arbeten märks Kaiser und Herzog. Kampf zweiter Geschlechter um Deutschland (1936), Reich und Rom. Aus dem Zeitalter der Reformation (1937), Der König und der Kaiserin. Friedrich der Grosse und Maria Theresia (1938) samt Kampf um Spanien. Geschichte des spänischen Bürgerkrieges (1939). Beumelburg, som var generalsekreterare i tyska diktarakademien redigerade 1933-1945 Schriften an die Nation.